# بودورفا
بودورفا (به مجاری:  Bodorfa) یک شهرداری در مجارستان است که در وسپرم واقع شده‌است. بودورفا ۲٫۲۲ کیلومتر مربع مساحت و ۱۳۱ نفر جمعیت دارد.